# Зеншайд
Зеншайд (нем. Senscheid) — община в Германии, в земле Рейнланд-Пфальц. 
Входит в состав района Арвайлер. Подчиняется управлению Аденау.  Население составляет 99 человек (на 31 декабря 2010 года). Занимает площадь 4,27 км².